# جلال توفيق (فنان)
جلال توفيق (1962 - ) فنان ومخرج أفلام ومؤلف من لبنان. ولد لأب عراقي وأم فلسطينية. عاش في لبنان حوالي سبعة عشر عامًا، وعمله غالبًا ما يعكس تراثه. شارك في نشر وتحرير ناشر كتب غير مكشوفة، مع جلبرت حاج.

## روابط خارجية
- جلال توفيق على موقع IMDb (الإنجليزية)